# Nathan Lopez
Nathan Lopez, właśc. Louie Nathanael Buado Lopez (ur. 19 sierpnia 1991 na Filipinach) – filipiński aktor.

## Biogram
Pierwszą istotną dla swojej kariery rolę odegrał w komediodramacie Maximo Oliveros rozkwita (Ang Pagdadalaga ni Maximo Oliveros, 2005), gdzie wcielił się w postać nastoletniego geja-transwestyty podkochującego się w przystojnym policjancie. Za udział w tym filmie odebrał nagrody podczas Las Palmas Film Festival oraz Cinemalaya Independent Film Festival.
Następnie w serialu telewizji ABS-CBN pt. Sana Maulit Muli grał Romeo Bato, homoseksualnego przyjaciela głównej bohaterki.
Pomimo odgrywania ról homoseksualistów, nie jest gejem. Ma cztery starsze siostry i brata-bliźniaka, Gammy'ego (również zajmującego się aktorstwem).